# 랄레
랄레(Laleh, 1982년 6월 10일 ~ )는 스웨덴의 싱어송라이터, 음악 프로듀서, 전직 배우이다.

## 음반 목록
- Laleh (2005)
- Prinsessor (2006)
- Me and Simon (2009)
- Sjung (2012)
- Colors (2013)
- Kristaller (2016)
- Vänta (2019)